# Истерн-Харбор-Кроссинг
Истерн-Харбор-Кроссинг (Eastern Harbour Crossing, 東區海底隧道, или Eastern Harbour Tunnel, также известен по аббревиатуре EHC) — гонконгский автомобильный и железнодорожный подводный тоннель, построенный под водами бухты Виктория. Связывает остров Гонконг (район Куорри-Бей) и полуостров Коулун (район Чхакуолэн). Открылся в 1989 году (второй из трёх автомобильных туннелей, пересёкших бухту Виктория).
Длина туннеля составляет 3,3 км. Оператором Истерн-Харбор-Кроссинг выступает компания New Hong Kong Tunnel Company Limited (крупнейшим акционером автодорожной и железнодорожной части туннеля является группа CITIC Pacific). Концессия на управление туннелем, полученная от властей Гонконга, действует с 1986 по 2016 год. Площадь с кабинками для сбора платы за проезд расположена в Коулуне.
Через туннель проходит автострада №2, связывающая районы Куорри-Бей и Малиусёй, а также линия гонконгского метрополитена Чёнкуаньоу и десятки автобусных маршрутов компаний Kowloon Motor Bus, New World First Bus и Citybus. В Куорри-Бей автострада №2 соединяется со скоростной автострадой №4 (Айленд-истерн-коридор), которая тянется вдоль северного побережья острова Гонконг. По состоянию на 2013 год средний ежедневный трафик через туннель Истерн-Харбор-Кроссинг превышал 70 тыс. транспортных средств.
По состоянию на 2012 год стоимость проезда через туннель составляла: для мотоциклов — 13 гонк. долл., для такси и частных легковых автомобилей — 25 долл., для общественных и частных микроавтобусов и лёгких коммерческих автомобилей — 38 долл., для средних коммерческих автомобилей и общественных и частных автобусов — 50 долл., для тяжёлых коммерческих автомобилей и двухэтажных общественных и частных автобусов — 75 долл. В мае 2005 года New Hong Kong Tunnel Company Limited подняла плату за проезд (например, для легковых автомобилей с 15 до 25 долл.), что увеличило нагрузку на и так переполненный туннель Кросс-харбор.